# Новозибківська під'їзна колія
Новозибківська під'їзна колія (Н. п. колія, біл. Навазыбкаўскі пад'язной шлях, рос. дореф. Новозыбковскій подъѣздной путь) — ширококолійна залізнична лінія Новозибків — Семенівка — Новгород-Сіверський, що побудована у 1901—1902 роках, яка сполучила два повіти Чернігівської губернії: Новозибківський та Новгород-Сіверський, практично перетинаючи йогозавдожки 116 верст (~120 км).

## Історія
У 1885 році через Новозибків пройшла Брянсько-Гомельська залізниця. 
У січні 1901 року відкрито рух дільницею Новозибків — Семенівка завдовжки 56 верст 73 саженів, завдяки чому станція Новозибків стала вузловою.
У січні 1902 року відкрито рух дільницею Семенівка — Новгород-Сіверський завдожки 56 верст 279 саженів.
У період між 1917 та 1922 роками Новозибківська під'їзна колія увійшла до складу Західних залізниць. 
В газетах того часу «Вил. Вѣсти» та «Двинскій листокъ» писали, що планується довести лінію до міста Могильов.
За часів радянської влади річка Десна поділила лінію на дві окремі гілки між Новгород-Сіверськом та Пирогівкою. 
Управління підприємством було розташоване в будинку Певзнера, цей будинок і досі є «визитівкою» Новозибкова міста Новозибків. 

## Станції / зупинні пункти

Спорожнілий Новозибківський вокзал після ліквідації сполучення з Україною (1998)

- Новозыбковъ (Поліські залізниці)
- Карховка
- Покровск. монаст. пл.
- Климовъ
- Ново-Ропскъ
- Карновичи
- Семіоновка (Чернігівська губернія)
- Костобобръ
- Углы-Завод
- Узруй-Завод
- Демидово
- Новг.-Сѣверск

Примітка:
 —  на станції присутній пункт харчування (кав'ярня / ресторація).
Лінія пролягає до правого берега річки Десна. На лівому березі Десни розташована станція Пирогівка, до неї була прокладена поромна переправа через річку, якою, поки не став лід, пасажири і вантажі потрапляли на вузькоколійну гілку Конотоп — Пирогівка Києво-Воронезької залізниці.

## Сучасність
Завдяки продовженню гілки під'їзної колії до станції Терещенська (у 1976—2007 роках — Воронізька), та коли у 1995 році зі сторони Новгорода-Сіверського через річку Десну був наново побудований залізничний міст, дільниця перестала бути тупиковою. Таким чином колишні Поліські залізниці були з'єднані з колишньою Києво-Воронезькою (з гілкою Конотоп — Пирогівка) вже без парому.
До 2009 року на перегоні Новгород-Сіверський — Семенівка діяло обмеження швидкості руху поїздів до 15 км/год, але після ремонту 13,8 км колії на цій ділянці, рух поїздів прискорився до 60 км/год.